# Ilsetraut Hadot

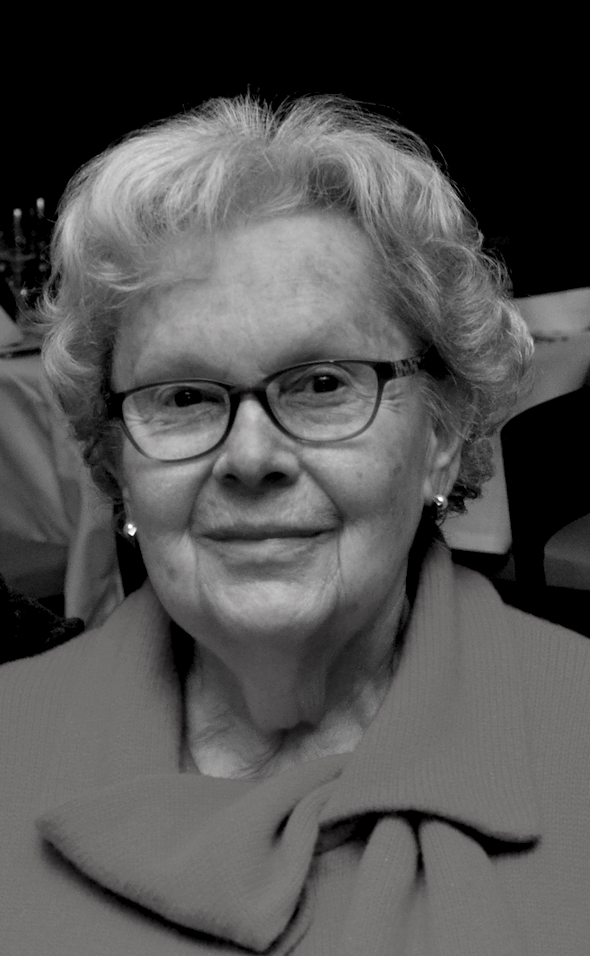
Ilsetraut Hadot (2015)

Ilsetraut Hadot (* 20. Dezember 1928 in Berlin als Ilsetraut Ludolff) ist eine deutsch-französische Philosophin und Philosophiehistorikerin, die sich auf die Stoa, den Neuplatonismus und die Philosophie der Antike spezialisiert hat.

## Leben
1966 wurde Hadot mit der Dissertation Seneca und die griechisch-römische Tradition der Seelenleitung an der Freien Universität Berlin zum Dr. phil. promoviert. 1977 wurde sie zum Docteur ès lettres an der Universität Paris-Sorbonne (Paris IV) promoviert.
1962 traf sie bei einem Symposium in Köln Pierre Hadot und heiratete ihn 1966 in Berlin. Er war ebenfalls auf die antike Philosophie spezialisiert. 2004 schrieben sie gemeinsam das Buch Apprendre à philosopher dans l’Antiquité.

## Auszeichnungen
1978 gewann Hadot den Victor Cousin Preis der Académie française und 2015 den François-Millepierres Preis der Académie française.

## Werke
- Seneca und die Griechisch-Römische Tradition der Seelenleitung. Walter de Gruyter, Berlin 1969, DNB 456853197.
- mit Pierre Hadot: Apprendre à philosopher dans l’Antiquité: L’enseignement du «Manuel d’Épictète» et son commentaire néoplatonicien. (Philosophieren lernen in der Antike: Die Lehre des Handbuchs Epiktets und seines neuplatonischen Kommentars). Le Livre de Poche, Paris 2004, ISBN 2-253-10935-5.
- Arts libéraux et philosophie dans la pensée antique: Contribution à l’histoire de l’éducation et de la culture dans l’Antiquité. (Freie Künste und Philosophie im antiken Denken: Beitrag zur Geschichte der Erziehung und Kultur in der Antike). Vrin, Paris 2006, ISBN 2-7116-1823-4.
- Le Néoplatonicien Simplicius à la lumière des recherches contemporaines: Un bilan critique. (Der Neuplatoniker Simplikios im Lichte zeitgenössischer Forschungen: eine kritische Bilanz) (mit zwei Beiträgen von Philippe Vallat). Academia Verlag, Saint Augustin 2014, ISBN 978-3-89665-639-1.
- Le Problème du néoplatonisme alexandrin: Hiéroclès et Simplicius. (Das Problem des alexandrischen Neuplatonismus: Hierokles und Simplikios). Études augustiniennes, Paris 1978, ISBN 2-85121-023-8.
- Sénèque. Direction spirituelle et pratique de la philosophie. (Seneca. Spirituelle Leitung und Ausübung der Philosophie). Vrin, Paris 2014, ISBN 978-2-7116-2569-7.
- Studies on the Neoplatonist Hierocles (Studien über den Neuplatoniker Hierokles) American Philosophical Society, Philadelphia 2004, ISBN 0-87169-941-9.
- Athenian and Alexandrian Neoplatonism and the Harmonization of Aristotle and Plato (Athener und Alexandrinischer Neuplatonismus und die Harmonisierung von Aristoteles und Platon). Brill, Leiden/Boston 2015, ISBN 978-90-04-28007-6.

## Übersetzungen und Vorworte
- Seneca: Consolations. Payot & Rivages, Paris 1992, ISBN 2-86930-516-8 (übersetzt von Colette Lazam, Vorwort von Ilsetraut Hadot).
- Simplicius: Commentaire sur les Catégories. (Kommentar zu den Kategorien). (= Philosophia Antiqua 50). Brill, Leiden 1989, ISBN 90-04-09015-0 (übersetzt unter Leitung von Ilsetraut Hadot).
- Simplicius: Commentaire sur le Manuel d’Épictète. Introduction & édition critique du texte grec par Ilsetraut Hadot. (Kommentar über das Enchiridion des Epiktetos. Einführung und kritische Ausgabe des griechischen Textes von Ilsetraut Hadot). Brill, Leiden/New York/Köln 1996, ISBN 90-04-09772-4.
- Simplicius: Commentaire sur le Manuel d’Épictète. Chapitres I-XXIX. (Kommentar zum Enchiridion des Epiktetos. Kapitel I-XXIX). Les Belles Lettres, Paris 2001, ISBN 2-251-00493-9.[7]